# Zolotonosha
Zolotonosha (en ucraniano: Золотоноша) es una ciudad ucraniana perteneciente al óblast de Cherkasy. Situada en el centro del país, sirve como centro administrativo del raión de Zolotonosha y centro del municipio (hromada) homónimo.

## Toponimia
El nombre del lugar en ruso es también Zolotonosha (en ruso: Золотоноша). 

## Geografía
Zolotonosha está situada en el río Zolotonoshka, a 30 km Cherkasy.  

### Clima
La ciudad está ubicada en una zona de clima continental templado, caracterizado por veranos relativamente cálidos e inviernos relativamente cálidos.
| Parámetros climáticos promedio de Zolotonosha (1991-2020) | Parámetros climáticos promedio de Zolotonosha (1991-2020) | Parámetros climáticos promedio de Zolotonosha (1991-2020) | Parámetros climáticos promedio de Zolotonosha (1991-2020) | Parámetros climáticos promedio de Zolotonosha (1991-2020) | Parámetros climáticos promedio de Zolotonosha (1991-2020) | Parámetros climáticos promedio de Zolotonosha (1991-2020) | Parámetros climáticos promedio de Zolotonosha (1991-2020) | Parámetros climáticos promedio de Zolotonosha (1991-2020) | Parámetros climáticos promedio de Zolotonosha (1991-2020) | Parámetros climáticos promedio de Zolotonosha (1991-2020) | Parámetros climáticos promedio de Zolotonosha (1991-2020) | Parámetros climáticos promedio de Zolotonosha (1991-2020) | Parámetros climáticos promedio de Zolotonosha (1991-2020) |
| Mes                                                       | Ene.                                                      | Feb.                                                      | Mar.                                                      | Abr.                                                      | May.                                                      | Jun.                                                      | Jul.                                                      | Ago.                                                      | Sep.                                                      | Oct.                                                      | Nov.                                                      | Dic.                                                      | Anual                                                     |
| --------------------------------------------------------- | --------------------------------------------------------- | --------------------------------------------------------- | --------------------------------------------------------- | --------------------------------------------------------- | --------------------------------------------------------- | --------------------------------------------------------- | --------------------------------------------------------- | --------------------------------------------------------- | --------------------------------------------------------- | --------------------------------------------------------- | --------------------------------------------------------- | --------------------------------------------------------- | --------------------------------------------------------- |
| Temp. máx. media (°C)                                     | -0.5                                                      | 1.0                                                       | 7.0                                                       | 15.9                                                      | 22.3                                                      | 25.7                                                      | 27.6                                                      | 27.2                                                      | 21.1                                                      | 13.7                                                      | 5.7                                                       | 0.9                                                       | 14.0                                                      |
| Temp. media (°C)                                          | -3.4                                                      | -2.6                                                      | 2.3                                                       | 10.0                                                      | 16.1                                                      | 19.8                                                      | 21.5                                                      | 20.5                                                      | 14.8                                                      | 8.4                                                       | 2.6                                                       | -1.8                                                      | 9.0                                                       |
| Temp. mín. media (°C)                                     | -6.1                                                      | -5.7                                                      | -1.5                                                      | 4.6                                                       | 10.0                                                      | 14.0                                                      | 15.6                                                      | 14.2                                                      | 9.3                                                       | 4.1                                                       | 0.0                                                       | -3.8                                                      | 4.6                                                       |
| Precipitación total (mm)                                  | 38                                                        | 35                                                        | 42                                                        | 31                                                        | 63                                                        | 72                                                        | 68                                                        | 47                                                        | 54                                                        | 44                                                        | 39                                                        | 42                                                        | 575                                                       |
| Días de precipitaciones (≥ 1.0 mm)                        | 8.3                                                       | 7.0                                                       | 8.2                                                       | 6.4                                                       | 7.8                                                       | 8.2                                                       | 7.3                                                       | 5.6                                                       | 6.6                                                       | 6.6                                                       | 7.0                                                       | 8.3                                                       | 87.3                                                      |
| Horas de sol                                              | 42                                                        | 67                                                        | 126                                                       | 190                                                       | 270                                                       | 297                                                       | 304                                                       | 283                                                       | 190                                                       | 117                                                       | 43                                                        | 30                                                        | 1959                                                      |
| Humedad relativa (%)                                      | 85.8                                                      | 82.4                                                      | 76.6                                                      | 67.2                                                      | 66.8                                                      | 69.1                                                      | 70.5                                                      | 69.4                                                      | 74.9                                                      | 80.9                                                      | 86.2                                                      | 87.2                                                      | 76.4                                                      |
| Fuente: NOAA                                              |                                                           |                                                           |                                                           |                                                           |                                                           |                                                           |                                                           |                                                           |                                                           |                                                           |                                                           |                                                           |                                                           |

## Historia
Zolotonosha fue mencionada por primera vez en obras escritas alrededor de 1576. En 1635, Zolotonosha recibió los derechos de Magdeburgo. De 1640 a 1648, la ciudad fue gobernada directamente por Jeremi Wiśniowiecki, un magnate polaco. Después de 1796 se incorporó a Rusia Menor y luego, en 1802, se convirtió en parte de la gobernación de Poltava del Imperio ruso, lo que significa que se permitió a los judíos establecerse en la ciudad y comenzaron a llegar gradualmente en mayor número.
Hubo un pogromo en octubre de 1905, que terminó con gran parte de la ciudad quemada y los judíos siendo atacados.
Después de la guerra civil rusa, Zolotonosha pasó a formar parte de la República Socialista Soviética de Ucrania, una república de la Unión Soviética. Durante este período, hubo dos pogromos más, uno el 24 de abril de 1919 cometido por bandidos locales y otro el 12 de mayo cometido por tropas del Ejército Rojo. En 1939, los 2.087 miembros de la comunidad judía comprendían el 11,4% de la población total de la ciudad. 
Durante la Segunda Guerra Mundial, Zolotonosha fue ocupada por la Wehrmacht del 19 de septiembre de 1941 al 22 de septiembre de 1943. En septiembre de 1941, 300 judíos fueron asesinados en una ejecución masiva. El 22 de noviembre de 1941, en Strunkovka, justo al noroeste de la ciudad, más de 3.500 judíos fueron asesinados en otra masacre. La ciudad fue liberada por el Ejército Rojo en septiembre de 1943. 
Hasta el 18 de julio de 2020, Zolotonosha era una ciudad de importancia regional y el centro del municipio homónimo. El municipio fue abolido en julio de 2020 como parte de la reforma administrativa de Ucrania, que redujo el número de raiones del óblast de Cherkasy a cuatro. El área del municipio de Zolotonosha se fusionó con el raión de Zolotonosha.

## Demografía
La evolución de la población de Zolotonosha entre 1897 y 2022 fue la siguiente:
| 8739                                                          | 15 657 | 15 481 | 18 351 | 26 403 | 27 639 | 28 579 | 30 715 | 28 793 | 28 462 | 28 371 | 27 206 |
| (Fuente: Cities & Towns of Ukraine y UKRAINE: Größere Städte) |        |        |        |        |        |        |        |        |        |        |        |

Según el censo de 2001, el 91,78% de la población son ucranianos y el 6,23% son rusos. En cuanto al idioma, la lengua materna de la mayoría de los habitantes, el 92,57%, es el ucraniano; del 6,51% es el ruso.

## Infraestructura

### Transporte
La ciudad también está situada en la línea ferroviaria de Bajmach a Odesa, y en la autopista N08 de Kiev a Kremenchuk y la N16 de Cherkasy a Shramkivka.

## Personas ilustres
- Iván Poddubny (1871-1949): luchador profesional, seis veces campeón consecutivo de lucha grecorromana.
- Dov Ber Borojov (1881-1917): escritor y pensador ucraniano de origen judío, considerado uno de los fundadores del sionismo socialista.
- Isaak Boleslavski (1919-1977): ajedrecista soviético-ucraniano.

## Galería

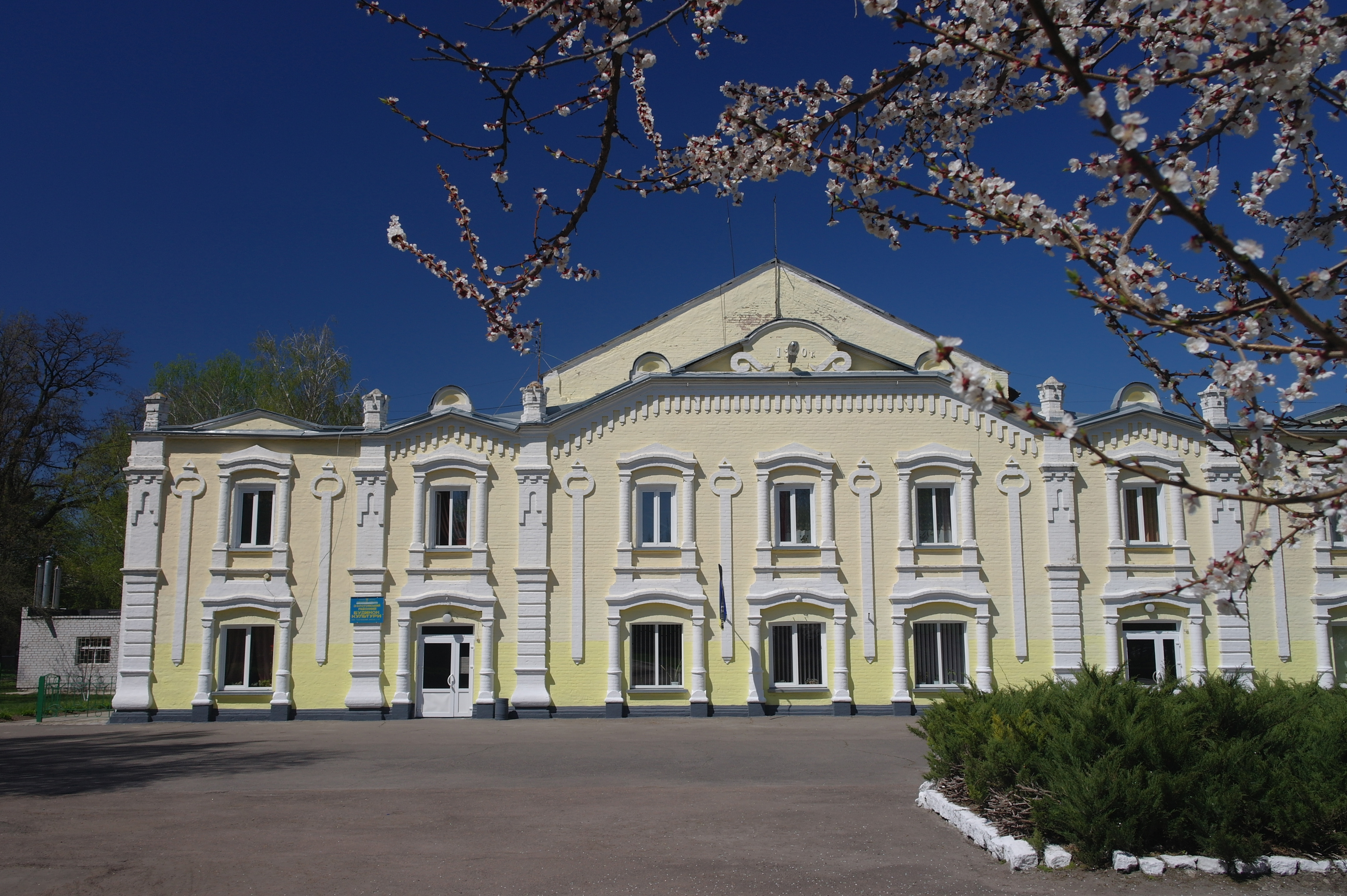
Casa de la Cultura
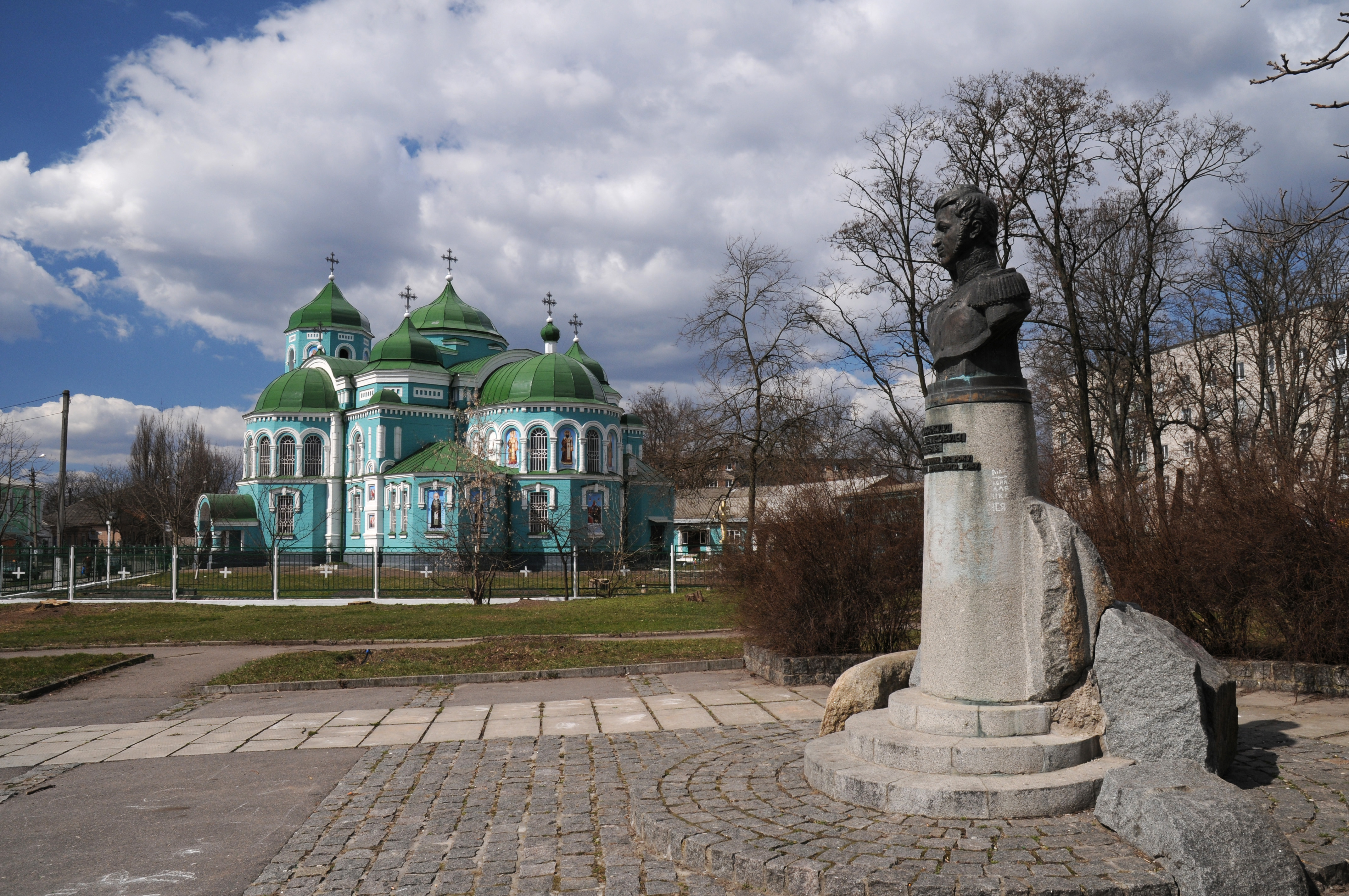
Monumento y catedral de Zolotonosha
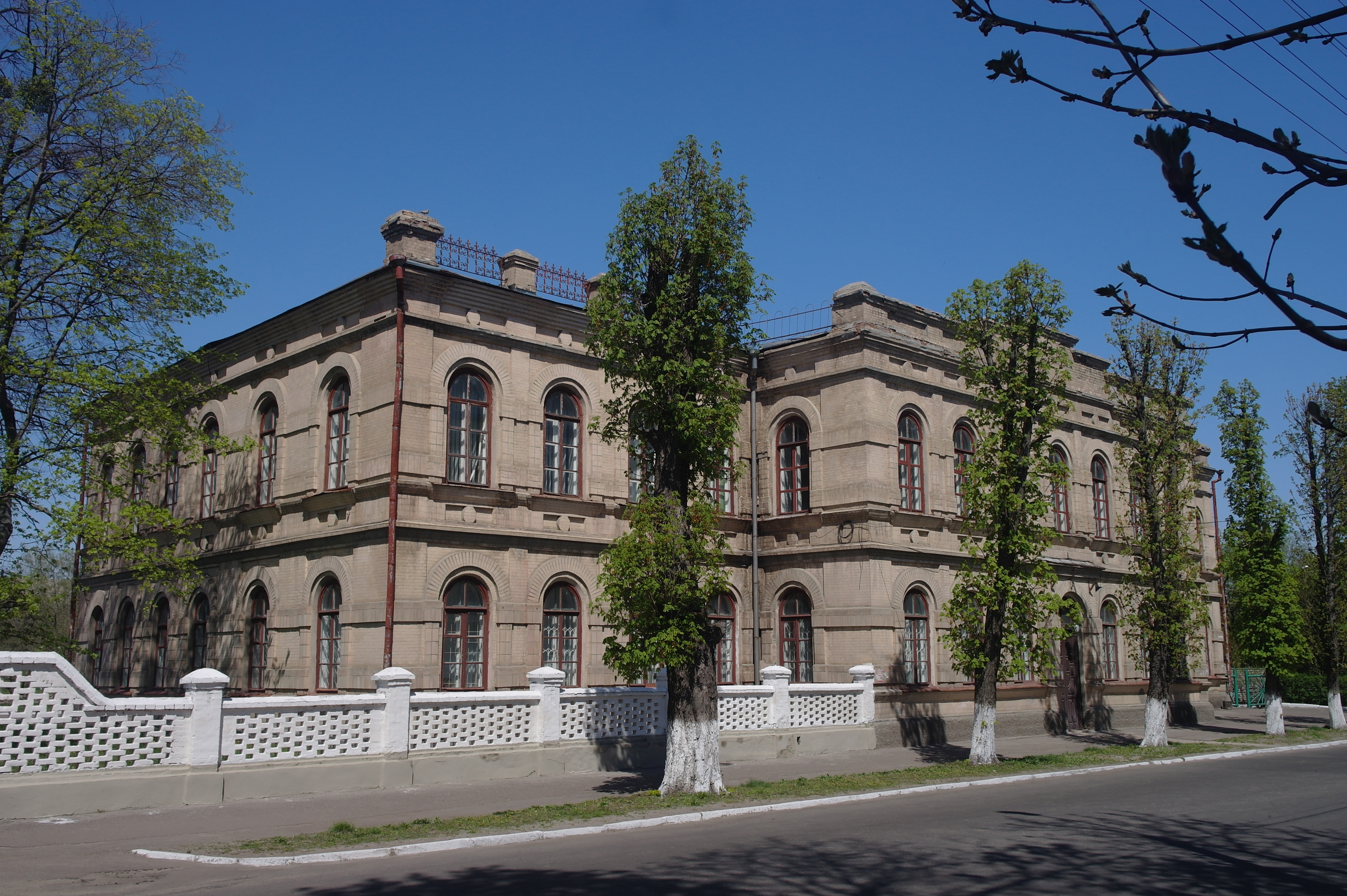
Antiguo instituto femenino
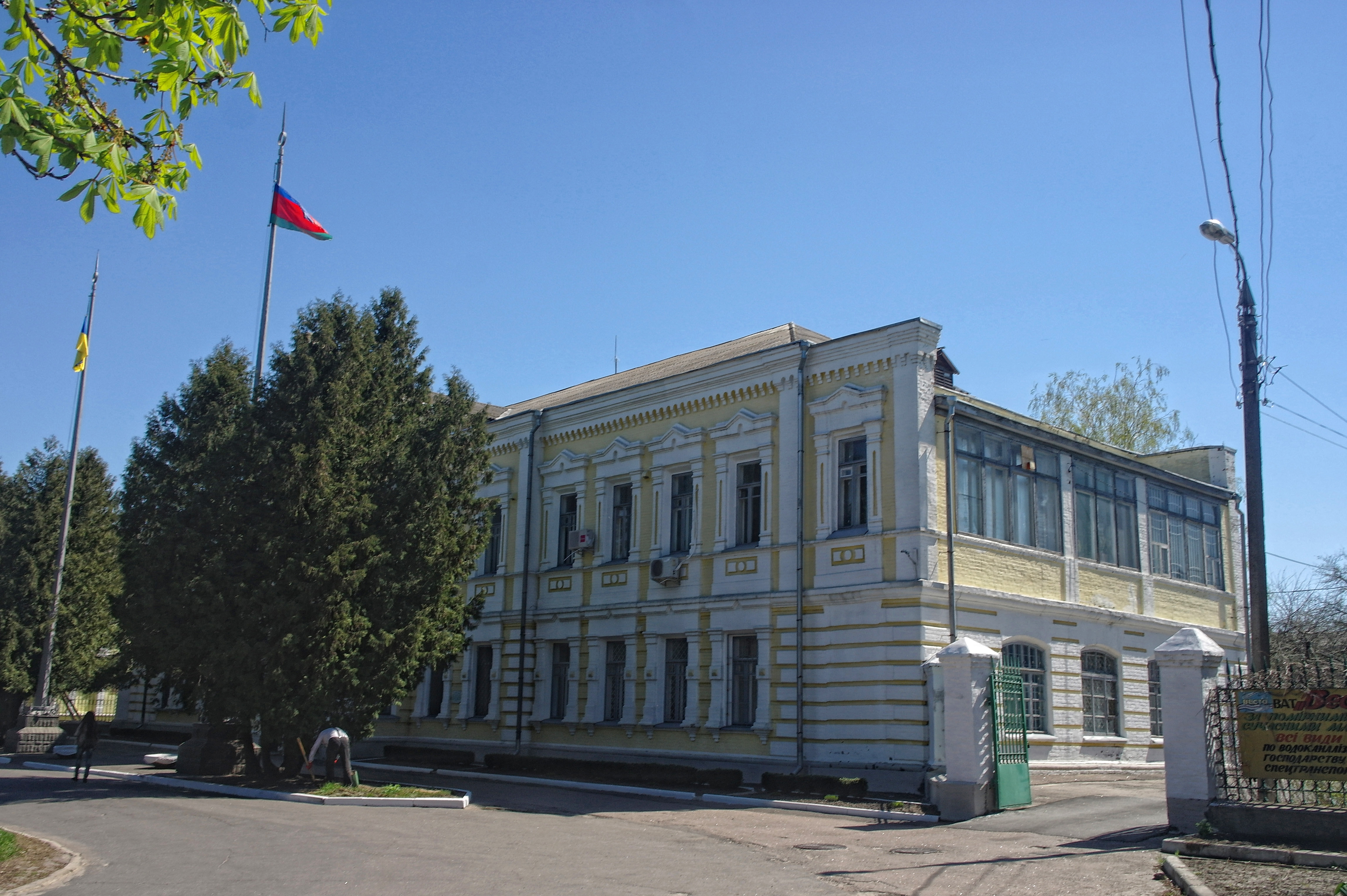
Sede de la administración del raión
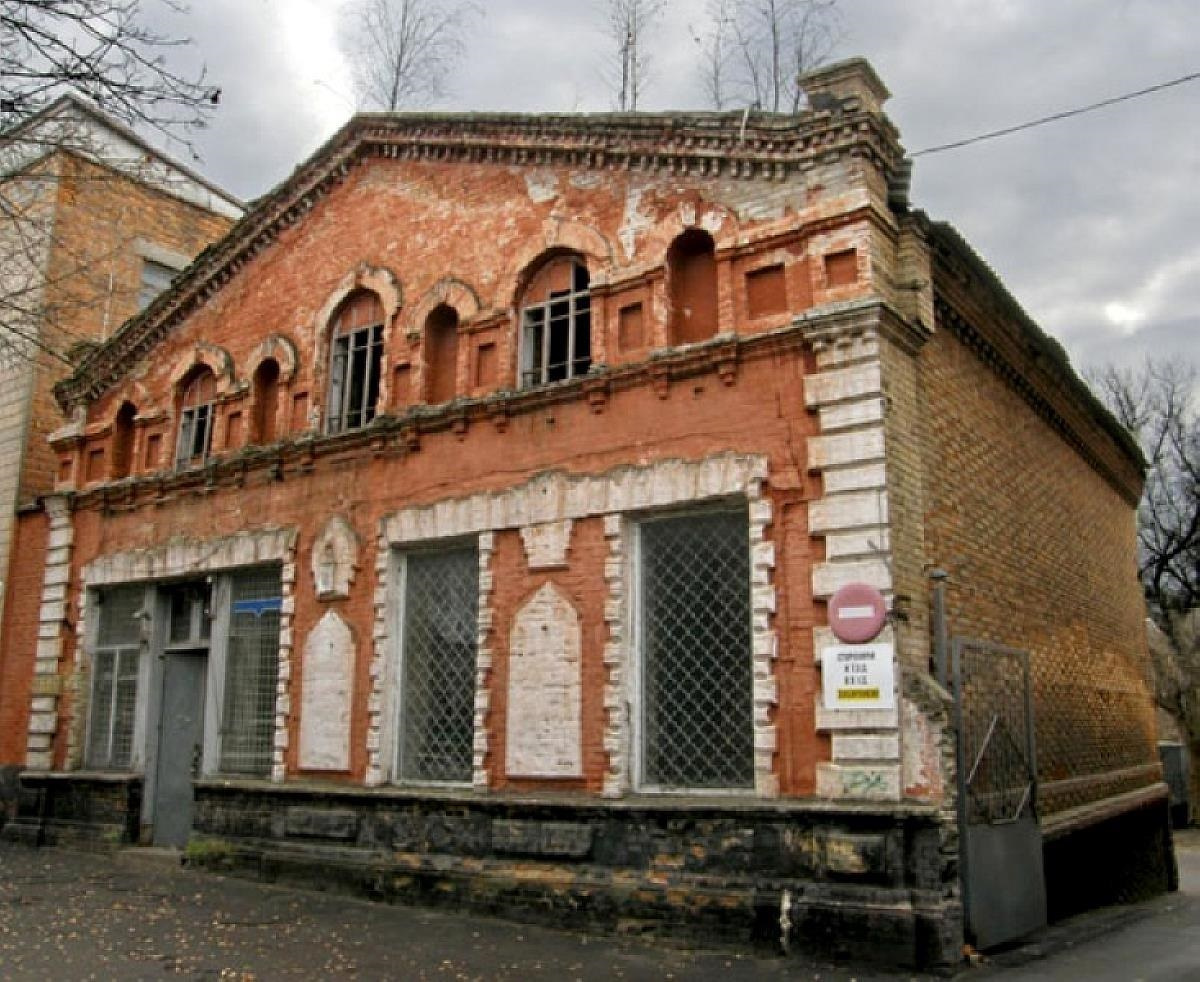
Antigua sinagoga